# 王卿
王 卿（おう きょう、175年 - 248年）は、中国後漢が朝鮮半島に設置した植民地である帯方郡の長岑県の長。

## 概要
北朝鮮黄海南道信川郡で出土した鳳凰里1号墳（王卿墓）の被葬者。王卿墓から「守長岑長王君君諱卿」「年七十三 字徳彦東莱黄人也」「正始九年三月廿日壁師王徳造」の銘塼が出土し、この銘文から被葬者は「守長岑長」の官職を勤めた王卿であり、山東省にあった東莱郡黄県を本貫とする王氏であることが判明した。王卿が東莱郡黄県出身の場合、正始九年（248年）頃に73歳で没しており、公孫氏政権の山東半島から朝鮮半島へ渡来した人物の可能性が高く、帯方郡の新興豪族とみられる。
北朝鮮は、朝鮮半島には古代から自主独立の国があったとする独自の歴史観を掲げるため、漢四郡の遺跡・遺構は日本統治時代に日本の学者が捏造したものであり、実際の楽浪郡・帯方郡は中国遼東・遼西にあったと主張している。そのため、北朝鮮は1962年に王卿墓の発掘調査をおこなっているが、いまだに正式報告書を公表していない。